# 柴車 (明朝)
柴車（？—1441年），字叔輿，浙江杭州府錢塘縣人，明朝政治人物。

## 生平
柴車是永樂元年（1403年）癸未科浙江鄉試舉人，二年（1404年）授兵部武選司主事，升員外郎，八年（1410年）明成祖北征韃靼，柴車跟隨兵部尚書方賓扈行，歸來後出為江西布政使司右參議，為官清慎，坐事左遷兵部郎中，出為岳州府知府，宣德五年（1430年）升兵部侍郎，六年（1431年）前往大同收回被佔屯田近二千頃，正統三年（1438年）擊破蒙古丞相朵兒只伯，增俸一級，四年（1439年）升兵部尚書，兼理陝西屯田，五年（1440年）召還時病重，未及起行，六年（1441年）六月逝世，葬在今瓶窯鎮一帶。